# Гробница са спомеником сердару Јолу Пилетићу
Гробница са спомеником сердару Јолу Пилетићу налази се на Старом нишком гробљу, на територији општине Палилула. Споменик сердару, сенатору, војсковођи и народном јунаку из Црне Горе, подигнут је после 1900. године.

## Опште информације
Сердар Јоле Пилетић из племена Пипера (Црна Гора, 1814-1900. година) је познати војсковођа. Већ са 12 година учествовао је у првим сукобима са Турцима. Необичну храброст показао је још као млад четујући против подгоричких и спушких Турака. 
После борбе на Грахову 1858. године, постао је јако цењени ратник и од стране књаза Николе 1860. године постављен је за сердара. Истакао се у ратовима 1876-1878 године.
Након завршетка ратова, сукобио се са књазом Николом и напустио Црну Гору 1880. године. Од те године је живио у Нишу, у ком је од српске владе добио имање, кућу и пензију. За време српско-бугарског рата 1885. године, учествовао је као добровољац заједно са Николом Рашићем. Преминуо је у Нишу 1900. године и сахрањен на старом гробљу. Споменик је начињен од црног мермера и представља породичну гробницу. Рађен је код нишких занатлија, једноставно и без декорација. Споменик је пирамидалног облика са степенастим постољем. Ограђен је оградом од кованог гвожђа.
Уписан је у регистар Завода за заштиту споменика културе Ниш 1983. године.